# 菲尼亞斯·奧康奈爾
菲尼亚斯·奥康奈尔（英語：Finneas Baird O'Connell；1997年7月30日—）藝名FINNEAS，美国歌曲作者，唱片制作人，歌手，音乐家和演员。比莉·艾利什為其妹。
創作方面，菲尼亚斯为包括比莉·艾利什在内的許多艺人创作音乐，並因在比莉·艾利什的首张专辑《当我们睡了 怪事发生了》中的工作而获得了許多个格莱美奖。包括年度专辑、年度制作人、非古典专辑等。
作為歌手，他還發行了數枚单曲，首张EP《Blood Harmony》于2019年10月4日发行。
戲劇方面，他出演了2013年独立电影《裏裏外外》（Life Inside Out）。他也在福克斯（Fox）音乐喜剧剧集《欢乐合唱团》中扮演阿利斯泰尔（Alistair）而闻名。
2021年為電影《007：生死交戰》(No Time to Die)與怪奇比莉(Billie Eilish)共同創作同名主題曲〈生死交戰〉(No Time to Die)，並於2022年第94屆奧斯卡金像獎獲得最佳原創電影音樂獎。